# Бережнюк Іван Григорович
Іван Григорович Бережню́к (* 9 жовтня 1961) — український митник і науковець, доктор економічних наук, професор, директор Державного науково-дослідного інституту митної справи (2010—2014), начальник Хмельницької та Київської митниць ДФС та Закарпатської митниці ДМСУ (2014—2020), перший заступник Голови Державної митної служби України (2021).

## Життєпис
Освіта:
- 1985 — Харківський інститут механізації та електрифікації сільського господарства, факультет електрифікації сільського господарства[1].
- 1999 — Інститут міжнародних відносин Київського національного університету імені Тараса Шевченка, міжнародні економічні відносини.

Обіймав посади:
- заступника директора Хмельницького навчального центру Держмиткому України,
- Хмельницького центру підвищення кваліфікації та перепідготовки кадрів Держмитслужби України,
- начальника кафедри менеджменту зовнішньоекономічної діяльності та митної справи Академії митної служби України,
- начальника відділу, заступника начальника Управління контролю митної вартості і номенклатури,
- заступника директора Департаменту податків та тарифного регулювання — начальника Управління контролю визначення митної вартості,
- заступника начальника Київського центру підвищення кваліфікації та перепідготовки кадрів Державної митної служби України,
- проректора з науково-педагогічної роботи та митної підготовки Академії митної служби України.
- З 2010 до 2014 — директор Державного науково-дослідного інституту митної справи.
- З 2014 до 2020 — начальник Хмельницької, Київської та Закарпатської митниць.
- 2021 рік — перший заступник Голови Державної митної служби України.

## Наукова діяльність
У травні 2010 захистив дисертацію на здобуття наукового ступеня доктора економічних наук на тему «Розвиток системи митного регулювання України в умовах розширення міжнародного співробітництва» за спеціальністю світове господарство і міжнародна діяльність.

## Праці
Монографії, підручники і посібники:

### Монографії, підручники і посібники
1. Основи митної справи: тези лекцій /за ред. О. Т. Корнійчука, І. Г. Бережнюка, М. М. Іванюка. — Хмельницький: Поділля, 1996. — 335 с.
2. Падун П. П. Сучасна система управління митною справою в Україні: навч. посібник / П. П. Падун, В. А. Онишкевич, І. Г. Бережнюк. — Дніпропетровськ: АМСУ, 1999. — 30 с.
3. Основы таможенного дела в Украине: учеб. пособие [для студ. высших уч. завед.] / В. А. Аргунов, И. Г. Бережнюк, Е. Н. Березный и др. / под ред. Н. Н. Каленского, П. В. Пашко ; Гос.таможенная служба Украины. — К. : Знання, 2003. — 493 с.
4. Коментар Митного кодексу України: із практики митної справи / В. Н. Андрійчук, Н. А. Бєлоус, І. Г. Бережнюк та ін.; за ред. П. В. Пашка, М. М. Каленського; Державна митна служба України. — К. : Юстиніан, 2004. — 736 с. — (Митна справа в Україні).
5. Каленський М. М. Митна вартість імпортних товарів: монографія / М. М. Каленський, А. Д. Войцещук, І. Г. Бережнюк. — К. : Мануфактура, 2005. — 224 с. :іл.
6. Митна справа: у 3-х т. : навч. посібник [для студ. вищих навч. закл.] / за ред. А. Д. Войцещука. — К. : Мануфактура, 2006. — Т. 1. — 412 с. (Бережнюк І. Г. — 1; 3.1 — 3.3; 3.5; 3.6.).
7.  Митна справа: у 3-х т. : навч. посібник [для студ. вищих навч. закл.] / за ред. А. Д. Войцещука. — К. : Мануфактура, 2006. — Т. 3. — 440 с. (Бережнюк І. Г. — 1.4.,1.6.).
8. Регулювання митної справи: підручник [для студ. вищих навч. закл.] / Бережнюк І. Г., Булюк В. В., Войцещук А. Д. та ін.: за ред. А. Д. Войцещука. — Хмельницький: Інтрада, 2007. — 312 с.
9. Бережнюк І. Г. Митне регулювання України: національні та міжнародні аспекти: монографія / І. Г. Бережнюк. — Дніпропетровськ: Академія митної служби України, 2009. — 543 с.
10. Управління персоналом: посібник для самостійної роботи та контролю знань/ Ю. Є. Петруня, С. П. Коляда, І. Г. Бережнюк та ін. — Дніпропетровськ: АМСУ, 2011. — 125 с.
11. Науково-практичний коментар до Митного кодексу України: у 3 т. / П. В. Пашко, В. Ю. Хомутиннік, Т. І. Єфименко, К. В. Антонов, І. Г. Бережнюк та ін. — К. : ДННУ «Акад. фін. управління», 2012. — Т.1. — 428 с.
12. Науково-практичний коментар до Митного кодексу України: у 3 т. / П. В. Пашко, В. Ю. Хомутиннік, Т. І. Єфименко, К. В. Антонов, І. Г. Бережнюк та ін. — К. : ДННУ «Акад. фін. управління», 2012. — Т.2. — 526 с.
13. Науково-практичний коментар до Митного кодексу України: у 3 т. / П. В. Пашко, В. Ю. Хомутиннік, Т. І. Єфименко, К. В. Антонов, І. Г. Бережнюк та ін. — К. : ДННУ «Акад. фін. управління», 2012. — Т.3. — 504 с.
14. Митна політика та митна безпека: концептуальне визначення та шляхи забезпечення / І. Г. Бережнюк, О. П. Гребельник, І. Г. Калєтнік та ін.; за ред.. П. В. Пашка./ Монографія. — К.: Знання, 2012. — 238с. — (Митна справа в Україні)
15.      Анотований покажчик результатів наукових досліджень Державного науково-дослідного інституту митної справи (2009—2012 рр.): наук.-інформ. вид. / за заг. ред. д-ра екон. наук І. Г. Бережнюка ; ДНДІМС. — Хмельницький: ПП Мельник А. А., 2013. — 232 с.
16.     Актуальні питання теорії та практики митної справи: монографія ; за заг. ред. І. Г. Бережнюка. — Хмельницький: ПП  Мельник  А. А., 2013. — 428 с. — (Митна справа в Україні. Том 21).
17. Митна політика та митна безпека України: монографія; за заг. ред. П. В. Пашка, І. Г. Бережнюка. — Хмельницький. : ПП Мельник А. А., 2013. — 338 с. — (Митна справа в Україні. Т. 24).
18. Митна енциклопедія: У двох томах. Т.1/: Редкол.: І. Г. Бережнюк (відп. ред.) та ін. — Хмельницький: ПП Мельник А. А., 2014. — 592 с. — (Митна справа в Україні. Т. 26).
19. Митна енциклопедія: У двох томах. Т.2/: Редкол.: І. Г. Бережнюк (відп. ред.) та ін. — Хмельницький: ПП Мельник А. А., 2014. — 474 с. — (Митна справа в Україні. Т. 27).
20. Митна енциклопедія: У двох томах. Т.3/: Редкол.: І. Г. Бережнюк (відп. ред.) та ін. — Хмельницький: ПП Мельник А. А., 2014. — 570 с. — (Митна справа в Україні. Т. 27).
  21. Митна політика та митна безпека України: монографія; за заг. ред. П. В. Пашка, І. Г. Бережнюка. — Хмельницький. : ПП Мельник А. А., 2013. — 338 с. — (Митна справа в Україні. Т. 24).
22. Анотований покажчик результатів наукових досліджень Державного науково-дослідного інституту митної справи (2009—2013 рр.): наук.-інформ. вид. / за заг. ред. д-ра екон. наук І. Г. Бережнюка ; ДНДІМС. — Хмельницький: ПП Мельник А. А., 2014. — 386 с.
Формування системи митного аудиту в Україні: монографія / О. М. Вакульчик, І. Г. Бережнюк, П. В. Пашко та ін.; за заг. ред. О. М. Вакульчик. — Хмельницький: ПП Мельник А. А., 2014. — 208 с. — (Митна справа в Україні. Т. 25).
23. Управління ризиками в митній справі: зарубіжний досвід та вітчизняна практика: монографія; за заг. ред. І. Г. Бережнюка. — Хмельницький: ПП Мельник А. А., 2014. — 297 с.
24. Концептуалізація оцінювання митних процедур в умовах актуалізації зовнішньоекономічної діяльності: монографія; за заг. ред. І. Г. Бережнюка. — Хмельницький: ПП Мельник А. А.,2015. — 196 с.
25. Інститут митної вартості імпортних товарів в Україні: актуальні питання та вектори розвитку [Текст] : кол. Моногр.; за заг. ред. І. Г. Бережнюка. [упорядники : Л.Р.Прус, Т.В.Руда] – Хмельницький: ФОП Мельник А.А., 2017. – 430 с.
26. Митна справа України: підручник / П. В. Пашко, В. В. Ченцов, Н. В. Мережко та ін.; за заг. ред. П. В. Пашка. — К. : Університет ДФС України, 2017. — 442 с.
27.  Управління митними ризиками: теорія та практика: монографія. ПВ Пашко, ІГ Бережнюк, ІІ Бережнюк, АІ Брендак… - 2018. 

### Науковий керівник та виконавець НДР
1. Удосконалення системи митного регулювання. Розділ «Митний кодекс України: проблеми термінології»: звіт про НДР (заключн.) / Державний науково-дослідний інститут митної справи (ДНДІМС) ; кер. І. Г. Бережнюк ; викон. :  П. В. Пашко [та ін.]. — К., 2010. — 208 с. — № ДР 0110U004384.
2. Удосконалення системи митного регулювання. Розділ «Розробка концепції модернізації системи організації митного контролю»: звіт про НДР (проміжн.) / Державний науково-дослідний інститут митної справи (ДНДІМС) ; кер. І. Г. Бережнюк ; викон. : Л. М. Муромцев [та ін.]. — К., 2010. — 72 с. — № ДР 0110U004384.
3. Удосконалення системи митного регулювання. Розділ «Розробка системи ризик-менеджменту у галузі митної справи»: звіт про НДР (проміжн.) / Державний науково-дослідний інститут митної справи (ДНДІМС) ; кер. І. Г. Бережнюк ; викон. :  С. С. Терещенко [та ін.]. — К., 2010. — 151 с. — № ДР 0110U004384.
4. Ефективність митної справи. Розділ «Механізм визначення ефективності здійснення митної справи та роботи митних органів»: звіт про НДР (проміжн.) / Державний науково-дослідний інститут митної справи (ДНДІМС) ; кер. П. В. Пашко ; викон. : І. Г. Бережнюк [та ін.]. — К., 2010. — 242 с. — № ДР 0108U001519.
5. Митна політика та митна безпека: концептуальне визначення та шляхи забезпечення: звіт про НДР (заключн.) /Державний науково-дослідний інститут митної справи (ДНДІМС) ; кер. П. В. Пашко ; викон. :
І. Г. Бережнюк — [та ін.]. — К., 2010. — 72 с.– № ДР 0108U001370.
6. Проблеми імплементації положень Податкового кодексу України у вітчизняне митне законодавство: звіт про НДР (проміжн.) / Державний науково-дослідний інститут митної справи (ДНДІМС) ; кер. І. Г. Бережнюк ; викон. :  О. М. Кисельова [та ін.]. — К., 2011. — 228 с. — № ДР 0111U006933.
7. Розбудова митної справи України: витоки, реалії, перехід до сталого розвитку: звіт про НДР (проміжн.) / Державний науково-дослідний інститут митної справи (ДНДІМС) ; кер. І. Г. Бережнюк ; викон. :  А. П. Павлов [та ін.]. — К., 2011. — 77 с. — № ДР 0111U006927.
8. Розбудова митної справи України: витоки, реалії, перехід до сталого розвитку: звіт про НДР (проміжн.) / Державний науково-дослідний інститут митної справи (ДНДІМС) ; кер. І. Г. Бережнюк ; викон. :  П. В. Пашко [та ін.]. — Хмельницький, 2012. — 1006 с. — № ДР 0111U006927.
8. Розвиток системи управління ризиками у напрямі її застосування у пунктах пропуску через митний кордон України: звіт про НДР (заключн.) / Державний науково-дослідний інститут митної справи (ДНДІМС) ; кер.
І. Г. Бережнюк ; викон. : В. Булана [та ін.]. — Хмельницький, 2012. — 159 с. — № ДР 0112U003858.
9. Розвиток системи управління в митній службі України: звіт про НДР (проміжн.) / Державний науково-дослідний інститут митної справи (ДНДІМС) ; кер. І. Г. Бережнюк ; викон. :  В. В. Ченцов [та ін.]. — Хмельницький, 2012. — 159 с. — № ДР 0112U003859.
10. Нормативно-правові аспекти визначення та контролю митної вартості товарів: сутність, проблеми та напрями вдосконалення: звіт про НДР (заключн.) / Державний науково-дослідний інститут митної справи (ДНДІМС) ; кер. І. Г. Бережнюк ; викон. :  Г. О. Хабло [та ін.]. — Хмельницький, 2013. — 168 с. — № ДР 01117U006923.
11. Розбудова митної справи України: витоки, реалії, перехід до сталого розвитку: звіт про НДР (проміжн.) / Державний науково-дослідний інститут митної справи (ДНДІМС) ; кер. І. Г. Бережнюк ; викон. :  П. В. Пашко [та ін.]. — Хмельницький, 2013. — 698 с. — № ДР 0111U006927.
12. Розробка механізмів функціонування системи управління ризиками під час митного контролю в морських пунктах пропуску, в тому числі з використанням інформації про результати застосування ТЗМК: звіт про НДР (заключн.) / Державний науково-дослідний інститут митної справи (ДНДІМС) ; кер. І. Г. Бережнюк. ; викон. :  В. В. Булана [та ін.]. — Хмельницький, 2013. — 191 с. — № ДР  0113U000567.
13. Нормативно-правові аспекти визначення та контролю митної вартості товарів: сутність, проблеми та напрями вдосконалення : звіт про НДР (заключн.) / Державний науково-дослідний інститут митної справи (ДНДІМС) ; кер. І.Г. Бережнюк ; викон. :  Г.О. Хабло [та ін.]. – Хмельницький, 2013. – 168 с. – № ДР 01117U006923.
12. Розбудова митної справи України: витоки, реалії, перехід до сталого розвитку : звіт про НДР (заключн.) / Державний науково-дослідний інститут митної справи (ДНДІМС) ; кер. І. Г. Бережнюк ; викон. :  П. В. Пашко [та ін.]. – Хмельницький, 2014. – 802 с. – № ДР 0111U006927.
14. Дослідження теоретичних аспектів та розробка системи оцінювання ефективності митних процедур : звіт про НДР (проміжн.) / Державний науково-дослідний інститут митної справи (ДНДІМС) ; кер. І. Г. Бережнюк ; викон. : Ю. Є. Петруня [та ін.]. – Хмельницький, 2014. – 562 с. – № ДР 0114U002551.
15. Дослідження теоретичних аспектів та розробка системи оцінювання ефективності митних процедур : звіт про НДР (заключн.) / Державний науково-дослідний інститут митної справи (ДНДІМС) ; кер. І. Г. Бережнюк ; викон. : О. С. Нагорічна [та ін.]. – Хмельницький, 2015. – 388 с. – № ДР 0114U002551.
16. Розробка механізму аналізу ризиків в контексті впровадження системи попереднього інформування про переміщення товарів та транспортних засобів через митний кордон України : звіт про НДР (проміжн.) / Державний науково-дослідний інститут митної справи (ДНДІМС) ; кер. І. Г. Бережнюк ; викон. : О. С. Нагорічна [та ін.]. – Хмельницький, 2015. – 160 с. – № ДР  0115U001188.
17. Розробка механізму аналізу ризиків в контексті впровадження системи попереднього інформування про переміщення товарів та транспортних засобів через митний кордон України: звіт про НДР (проміжн.) / Державний науково-дослідний інститут митної справи (ДНДІМС) ; кер. І. Г. Бережнюк — Хмельницький, 2016.  
Статті у наукометричних, міжнародних  та електронних наукових фахових виданнях
1. Бережнюк І. Порівняльний аналіз систем управління митною справою України та Німеччини / І. Бережнюк // Вісник Академії митної служби України. — 1999. — № 3. — С. 42–46.
2. Бережнюк І. Г. Управління післядипломним навчанням персоналу митних органів Туреччини / І. Бережнюк, В. Момотенко // Вісник Академії митної служби України. — 2000. — № 2. — С. 65–66.
3. Копач В. С. Фіскальні функції митних органів України та Німеччини: порівняльний аналіз / В. С. Копач, І. Г. Бережнюк // Фінанси України. — 2000. — № 4. — С. 47–50.
4. Бережнюк І. Г. Протекціонізм як інструмент економічної безпеки західноєвропейських держав у повоєнний період / І. Бережнюк // Вісник Академії митної служби України. — 2000. — № 4. — С. 23–33.
5. Бережнюк І. Аналіз сучасних концепцій економічної безпеки держави / І. Бережнюк, Т. Дербаль // Вісник Академії митної служби України. — 2001. — № 1. — С. 31–40.
6. Бережнюк І. Модернізація митних органів України в рамках економічної безпеки держави та рекомендації Всесвітньої митної організації / І. Бережнюк // Вісник Академії митної служби України. — 2001. — № 2. — С. 43–50.
7. Бережнюк І. Система управління митною справою: теоретичні домінанти / І. Бережнюк // Вісник Академії митної служби України. — 2001. — № 3. — С. 62–66.
8. Бережнюк І. Порівняльний аналіз систем управління митною справою в Індії, Китаї та Японії / І. Бережнюк, М. Жовтяк // Вісник Академії митної служби України. — 2001. — № 4. — С. 65–72.
9. Бережнюк І. Г. Економічна безпека держави: аналіз динаміки зовнішньоторговельних індикаторів / І. Г. Бережнюк, Н. С. Сологуб // Актуальні проблеми міжнародних відносин: збірник наукових праць. — К. : Київський національний університет ім. Тараса Шевченка; Інститут міжнародних відносин, 2002. — Ч. 1 (у двох частинах). — С. 13–14.
10. Бережнюк І. Оптимізація чисельності персоналу митних органів: методологічні дослідження / І. Бережнюк, І. Загребельний // Вісник Академії митної служби України. — 2002. — № 1. — С. 41–50.
11. Бережнюк І. Г. Управління митною справою як соціально-економічною системою / І. Г. Бережнюк // Вісник Академії праці і соціальних відносин Федерації профспілок України. — 2002. — № 2. — С. 81–84.
12. Бережнюк І. Структура інституціональних механізмів у системі управління митною справою / І. Бережнюк // Вісник Академії митної служби України. — 2002. — № 2. — С. 65–69.
13. Бережнюк І. Теоретичні основи та сутність митної справи / І. Бережнюк // Вісник Академії митної служби України. — 2002. — № 3. — С. 3–13.
14. Войцещук А. Митна вартість: теоретичні основи та концептуальні положення / А. Войцещук, І. Бережнюк // Вісник Академії митної служби України. — 2003. — № 4. — С. 3–8.
15. Бережнюк І. Г. Організаційно-управлінські аспекти розвитку персоналу зарубіжних митних органів / І. Г. Бережнюк // Вісник Академії митної служби України. — 2004. — № 4. — С. 115—119.
16. Бережнюк І. Сучасний стан та перспективи концепції визначення митної вартості в Україні / І. Бережнюк, І. Тонєв // Вісник Академії митної служби України. — 2005. — № 2. — С. 3–5.
17. Бережнюк І. Особливості управління митною службою Сполучених Штатів Америки / І. Бережнюк // Вісник Академії митної служби України. — 2005. — № 4. — С. 19–25.
18. Бережнюк І. Системне дослідження управління митною справою / І. Бережнюк // Вісник Академії митної служби України. — 2006. — № 2. — С. 3 — 9.
19. Бережнюк І. Митна безпека: визначення основних показників / І. Бережнюк // Вісник Академії митної служби України. — 2006. — № 4. — С. 3–8.
20. Бережнюк І. Г. Економічна ефективність митної справи: аналіз критеріїв оцінки / І. Г. Бережнюк // Фінанси України. — 2007. — № 1. — С. 58–66.
21. Бережнюк І. Митне регулювання в системі категорій «митна політика» і «митна справа» / І. Бережнюк // Вісник Академії митної служби України. — 2007. — № 2. — С. 3–8.
22. Бережнюк І. Г. Сутність, структура та управлінський зміст митних правил і процедур / І. Г. Бережнюк, А. Д. Войцещук // Вісник Академії митної служби України. — 2007. — № 4. — С. 8–13.
23. Бережнюк І. Г. Митний контроль та митне оформлення як управлінський механізм митної справи / І. Г. Бережнюк // Вісник Академії митної служби України. — 2008. — № 2. — С. 3–8.
24. Бережнюк І. Г. Організаційна структура митної служби та митного органу: шляхи оптимізації / І. Г. Бережнюк, А. Д. Войцещук // Вісник Академії митної служби України. — 2008. — № 4. — С. 23–31.
25. Бережнюк І. Г. Генетико-прогностичний зріз системи управління митною справою в Україні / І. Г. Бережнюк // Вісник Академії митної служби України. — 2009. — № 1. — С. 69–80.
26. Кредісов А. І. Всесвітня митна організація як інститут управління митною справою на міжнародному рівні / А. І. Кредісов, І. Г. Бережнюк // Журнал європейської економіки. — 2009. — № 2 — С. 168—190.
27. Бережнюк І. Г. Реформування митної системи Польщі / І. Г. Бережнюк // Вісник Академії митної служби України. — 2009. — № 2. — С. 20–30.
28. Бережнюк І. Г.  Інститут уповноважених економічних операторів у Рамкових стандартах ВМО та Митному кодексі України / І. Г. Бережнюк, І. І. Бережнюк // Вісник Академії митної служби України. Серія: «Економіка». — 2012. — № 1. — С. 5-10.
29. Бережнюк І. Г. Особливості застосування системи управління ризиками митними службами США та країн Європи / І. Г. Бережнюк, О. В. Джумурат, І. В. Несторишен // Вісник Академії митної служби України. Серія: «Економіка». — 2012.
30. Бережнюк І. Г. Особливості прийняття рішень в митній сфері на основі ризику / І. Г. Бережнюк, І. В. Несторишен // Сталий розвиток економіки: Всеукраїнський науково-виробничий журнал. — 2012. — № 6. — С. 247—249.
31. Бережнюк І. Г. Система управління ризиками у міжнародних стандартах та митному кодексі України / І. Г. Бережнюк, А. Д. Войцещук, О. В. Джумурат // Вісник Тернопільського національного економічного університету. — 2012. — № 5-2. — С. 9-15.
32. Бережнюк І. Г. Систематизація класифікаційних ознак митних ризиків / І. Г. Бережнюк, О. В. Джумурат // Науковий вісник Ужгородського університету — 2013. — № 4 (41). — С. 85-89.
33. Бережнюк И. Г.  Нетарифное регулирование внешнеэкономической деятельности стран-членов ВТО: оценка и пути усовершенствования / И. Г. Бережнюк, М. Д. Стеблянко // Экономика и право Казахстана. — 2013. — № 24 (456). — С. 36-51.
34. Бережнюк І. Г.  Моделювання процесів селективності митного контролю з урахуванням основних параметрів ризикованості переміщення товарів через митний кордон / І. Г. Бережнюк, О. В. Джумурат // Бізнес-інформ. — 2014. — № 4. — С. 81–86.
35. Бережнюк І. Г. Нетарифне регулювання як основний елемент зовнішньоекономічної політики Європейського Союзу / І. Г. Бережнюк, І. В. Несторишен // Актуальні проблеми міжнародних відносин. — 2014. — № 118. — С. 145—150.
36. Бережнюк И. Г.  Совершенствование информационного взаимодействия таможни и участников ВЭД в контексте осуществления анализа таможенных рисков / И. Г. Бережнюк, Е. В. Джумурат // Экономика и право Казахстана. — 2014. — № 08 (464). — С. 44–48.
37. Berezhniuk І., Nagorichna O. Scientific support of customs affairs in the context of strategic priorities  / І. Berezhniuk, O.Nagorichna // Customs Scientific Journal. — 2014. — № 1. — pp. 42-47.
38. Berezhnuk I. Customs policy in the system of realization of the state economic functions / I. Berezhnuk, I. Nestoryshyn // Customs policy — its essence and relations to basic problems of contemporary international trade in goods. Warsaw School of Economics. — 2014. — с.107-115 .
39. Бережнюк І. Г. Ґенеза категорії «митна процедура» в законодавчому та науковому контекстах / Бережнюк І. Г., Несторишен І. В., Неліпович О. В. // Наукові праці Кіровоградського національного технічного університету. Економічні науки, вип. 25.– Кіровоград: КНТУ, 2014. — С. 163—171 (0,58 ум. др. арк.).
40. Бережнюк І. Г. Досвід впровадження системи контролю імпорту та експорту (ICS/ECS) в ЄС / І. Г. Бережнюк, І. В. Несторишен, В. В. Булана // Наукові праці Кіровоградського національного технічного університету. Економічні науки. — 2015. — № 27. — С. 12-21 (0,58 ум. др. арк.).
41. Бережнюк І. Г. «Поправки безпеки» до Митного кодексу ЄС: досвід полегшення торгівлі без загроз для зовнішньої безпеки держави / І. Г. Бережнюк, І. В. Несторишен, А. Ю. Очерет // Наукові праці Кіровоградського національного технічного університету. Економічні науки. — 2015. — № 28. — С. 20-29 (0,58 ум. др. арк.).
42. Бережнюк І. Г. Європейський досвід імплементації інформаційних систем ICS, ECS, NCTS в контексті забезпечення національної безпеки Співтовариства / І. Г. Бережнюк, І. В. Несторишен, Є. М. Рудніченко // Вісник Хмельницького національного університету. Економічні науки. — 2015. — № 4, Т.1. — С. 117—122. (0,62 ум. др. арк.).
43. Бережнюк І. Г. Проблеми планування та аналізу витрат на промислових підприємствах / І. Г. Бережнюк, І. В. Несторишен, Л. П. Луцкова // Науковий вісник Полтавського національного технічного університету імені Юрія Кондратюка «ЕКОНОМІКА І РЕГІОН». — 2015. — № 3 (52). — С. 34-40 (0,54 ум. др. арк.).
44. Бережнюк И. Г. Векторы институциональных преобразований таможенных органов Украины в условиях евроинтеграции / И. Г. Бережнюк, И. В. Несторишен // Monitor Prawa Celnego i Podatkowego. — 2016. — с. (0,47 ум. др. арк.).
45. Бережнюк І. Г. Європейська практика застосування митної процедури переробки на митній території з використанням давальницької сировини / І. Г. Бережнюк, І. В. Несторишен, О. С. Нагорічна // Вісник Хмельницького національного університету. Економічні науки. — 2017. — № 2, Т.2. — С. 143—146.
46. Бережнюк І. Г. Митне оформлення толінгових операцій в контексті активізації євроінтеграційних процесів /І. Г. Бережнюк, І. В. Несторишен // Електронне наукове видання «Глобальні та національні проблеми економіки». — 2017. — Випуск № 16. — С. 199—202.
47. Суб’єкти і нормативні та організаційні аспекти формування безпечного міжнародного ланцюга постачання. ІГ Бережнюк, ІВ Несторишен, ВТ Колесник, ОА Долгий. 2016. Державна фіскальна служба України, Ун-т ДФС України [та ін.].–Хмельницький.
48. Європейська практика застосування митної процедури переробки на митній території з використанням давальницької сировини. ІВ Несторишен, ІГ Бережнюк, ОС Нагорічна - Вісник Хмельницького національного університету …, 2017.
49. ЄВРОПЕЙСЬКИЙ ДОСВІД ФУНКЦІОНУВАННЯ ІНСТИТУТУ УПОВНОВАЖЕНИХ ВАНТАЖООДЕРЖУВАЧА ТА ВАНТАЖОВІДПРАВНИКА. ІГ Бережнюк, ІВ Несторишен - Актуальні проблеми розвитку права і держави в …, 2017.
50. Системи реєстрації пасажирів (PNR) як джерело інформації на авіаційному транспорті. ІГ Бережнюк, ОА Фрадинський - Митна безпека, 2017.
51. Scientific support of customs affairs in the context of strategic priorities. I Berezhniuk, O Nahorichna - 2017.
52. Всесвітня митна організація як інститут управління митною справою на міжнародному рівні. А Кредісов, І Бережнюк - Журнал європейської економіки, 2017.
53.  Торговельно-економічні відносини України та Ізраїлю на сучасному етапі. ІГ Бережнюк, АЄ Петрова, АГ Колпіна - Держава та регіони. Серія: Економіка та …, 2018.
54.  СУЧАСНА ТОРГІВЛЯ ТОВАРАМИ УКРАЇНИ ТА КРАЇН ВИШЕГРАДСЬКОЇ ГРУПИ ЯК ВЕКТОР ЄВРОІНТЕГРАЦІЇ. ГЄ Петрова, ІА Малюта, ІГ Бережнюк - Електронний науковий журнал, 2018.
55.  Удосконалення процесу інформаційної взаємодії економічних операторів та митниць ДФС в умовах запровадження системи попереднього інформування. ІГ Бережнюк, ІВ Несторишен, ВА Туржанський. Митна безпека, 35-45. 2018.
56.  Митно-тарифне регулювання: міжнародний досвід та вітчизняна практика. ІГ Бережнюк, ІВ Несторишен - Митна безпека, 2019.
57.  JEL Classification: F13, F4, M16. ІГ Бережнюк, ІВ Несторишен - 2019. 
58.  Новації у митному законодавстві України. ІВ Несторишен, ВА Туржанський, ІГ Бережнюк - Митна безпека, 2020. 
59.  Система управління митними ризиками в контексті спрощення митних процедур. ІВ Несторишен, ІГ Бережнюк, АІ Брендак - 2020. 
60.  Сучасні аспекти впливу системи регулювання ЗЕД на формування експортоорієнтованої діяльності підприємств. ІГ Бережнюк - Вісник Хмельницького національного університету, 2020. 
61.  EFFICIENCY ASSESSMENT OF BANKING SYSTEMS’PERFORMANCE. M Korneyev, I Berezhniuk, V Dzhyndzhoian, N Nebaba… - 2022. 
62. Business marketing activities in Ukraine during wartime. Maxim Korneyev, Ivan Berezhniuk, Volodymyr Dzhyndzhoian. 2022/5. Innovative Marketing. 18(3). 48-58. 

### Тези доповідей на наукових конференціях
1. Бережнюк І. Г. Щодо оцінки економічних результатів роботи митних органів / І. Г. Бережнюк // Сучасні проблеми управління: збірник матеріалів міжнародної науково-практичної конференції. — К., 2001. — С. 96.
2. Бережнюк І. Г. Щодо оцінки економічних результатів роботи митних органів / І. Г. Бережнюк // Сучасні проблеми управління: збірник матеріалів міжнародної науково-практичної конференції. — К., 2001. — С. 96–97.
3. Бережнюк И. Г. Проблемы оценки роли таможенных органов в обеспечении экономической безопасности государства / И. Г. Бережнюк, Б. В. Литовченко // Роль и место таможенной службы России в развитии экономики и обеспечении экономической безопасности в условиях глобализации внешней торговли: тезисы докладов научно-практической конференции. — М. : РИО РТА, 2001. — С. 334.
4. Бережнюк І. Г. Управління оптимізацією чисельності персоналу митних органів: методологічні проблеми / І. Г. Бережнюк // Менеджмент та маркетинг: досягнення і перспективи: матеріали IX Всеукраїнської науково-практичної конференції. — К., 2002. — С. 21–22.
5. Бережнюк И. Г. Таможенно-тарифное регулирование ВЭД как фискально-регулирующий инструмент защиты экономической безопасности / И. Г. Бережнюк // Проблемы совершенствования тарифного и нетарифного регулирования внешнеэкономической деятельности в России: материалы научно-практического семинара. — Ростов-н/Д: РИО Ростовского филиала РТА, 2002. — С. 39–43.
6. Войцещук А. Д. Митна вартість: теоретичні основи та концептуальні положення / А. Д. Войцещук, І. Г. Бережнюк // Митна політика України в контексті європейського вибору: проблеми та шляхи їх вирішення: матеріали конференції 20–21 листопада 2003 р. — Дніпропетровськ: АМСУ, 2003. — С. 21–23.
7. Бережнюк І. Г. Особливості управління митною службою Сполучених Штатів Америки / І. Г. Бережнюк // Економічна безпека держави в умовах інтеграції до світового співтовариства: матеріали міжнародної науково-практичної конференції. — Дніпропетровськ: АМСУ, 2005. — С. 141—142.
8. Бережнюк И. Г. Анализ критериев оценки экономической эффективности таможенного дела / И. Г. Бережнюк // Таможенная политика и экономическая безопасность Российской Федерации: состояния, проблемы и направления их решения: сборник материалов международной научно-практической конференции / под общ. ред. В. С. Чечеватова. — М. : РИО РТА, 2008. — С. 89–91.
9. Бережнюк І. Г. Мета і критерії оцінки ефективності управління митною справою / І. Г. Бережнюк // Актуальні проблеми економічної безпеки та митної політики України: матеріали ІІІ міжнародної науково-практичної конференції. — Дніпропетровськ: Академія митної служби України, 2008. — С. 12–15.
10. Бережнюк І. Г. Вплив вступу України до СОТ на рівень захисту сільськогосподарської продукції / І. Г. Бережнюк, М. Д. Стеблянко // Митна політика та актуальні проблеми економічної безпеки України на сучасному етапі: тези ІІІ міжнародної науково-практичної конференції. — Дніпропетровськ: Академія митної служби України, 2010. — С. 101—103.
11. Бережнюк І. Г., Джумурат О. В. Напрямки державного регулювання зовнішньоекономічної діяльності у кризовий період економіки / І. Г. Бережнюк, О. В. Джумурат // матеріали  Міжнар. наук.- практ. конф. молодих вчених та студентів ["Україна в системі міжнародної економіки"], (м. Тернопіль, 11-12 лютого 2010). — Тернопіль: Тернопільський національний економічний університет, 2010. — С.280–282.
12. Бережнюк І. Розвиток зовнішніх економічних зв'язків України  / І. Г. Бережнюк // Формування і ефективне використання ресурсного потенціалу територій, галузей і підприємств національної економіки: Матеріали міжнародної науково-практичної інтернет-конференгції 29-30 вересня, 2011 р. — Тернопіль: Астон, 2011. 220 с.
13. Бережнюк І. Державне регулювання митної діяльності / І. Г. Бережнюк // Основні напрями і механізми ресурсозбереження в системі антикризового управління виробництвом: Матеріали міжнародної науково-практичної інтернет-конференгції 13-14 жовтня, 2011 р. — Тернопіль: Астон, 2011. 188 с.
15. Бережнюк І. Г. Ризикологія в митній сфері / І. Г. Бережнюк, А. Д. Войцещук // Зовнішньоекономічна політика держави та актуальні проблеми митної справи : економіко-управлінські, правові, інформаційно-технічні, гуманітарні аспекти [Текст] : матеріали міжнародної науково-практичної конференції. – Дніпропетровськ : Академія митної служби України, 2012. – С. 45–47.
16. Бережнюк І. Г. Сучасні технології митного контролю в системі формування доходів бюджету / І. Г. Бережнюк, Є. М. Рудніченко // Зовнішньоекономічна політика держави та актуальні проблеми митної справи : економіко-управлінські, правові, інформаційно-технічні, гуманітарні аспекти [ Текст] : матеріали міжнародної науково-практичної конференції. – Дніпропетровськ : Академія митної служби України, 2012. – С. 41–43.
17. Бережнюк І. Г. Реформування державного управління: наукове забезпечення діяльності Міністерства доходів і зборів України / І. Г. Бережнюк, О. С. Нагорічна //  Модернізація системи державного управління: теорія та практика: матер. наук.-практ. конф. за міжнар. уч. (5 квіт. 2013 р.): у 2 ч. Ч. І / за наук. ред. чл.-кор. ПАН України В. С. Загорського, доц. А. В. Ліненцева ; Львівський регіональний інститут державного управління Національної академії державного управління при Президентові України; Інститут державного управління поліції та права Землі Мекленбург — Передняя Померанія ; Орловська філія Російської академії народного господарства і державної служби при Президентові Російської Федерації. — Львів: ЛРІДУ НАДУ, 2013. — С. 24-28
18. Бережнюк І. Г. Митна процедура та митний режим: переосмислення аксіом в митній термінології / Бережнюк І. Г., Несторишен І. В. // Інструменти лібералізації та спрощення світової торгівлі: міжнародний і національний аспекти: матеріали науково-практичної конференції (м. Дніпропетровськ, 28 листопада 2014 року) — Дніпропетровськ: Академія митної служби України — (подано до друку).
19. Бережнюк І. Г. Гармонізація вітчизняного законодавства з європейським в сфері митного регулювання відповідно до Угоди між Україною та ЄС / І. Г. Бережнюк, І. В. Несторишен // Матеріали міжнародної науково-практичної конференції «Наукові засади ресурсозбереження в системі антикризового управління і відтворення економіки», м. Хмельницький, Університет економіки і підприємництва, 30-31 січня 2015 року. — Хмельницький: Видавничий дім «Гельветика», 2015. — Ч. 1. — С. 37–40.
20. Бережнюк І. Г. Інтегральний підхід в оцінюванні ефективності митних процедур в Україні / І. Г. Бережнюк, Т. В. Руда // Дослідження теоретичних аспектів та розробка системи оцінювання ефективності митних процедур: Збірник тез ІІ науково-практичної Інтернет-конференції (м. Хмельницький, 22 травня 2015 року) — Хмельницький: Державний науково-дослідний інститут митної справи — С.5-7.
21. Бережнюк І. Г. Збалансування функцій митних органів: полегшення торгівлі без загроз для зовнішньої безпеки держави / І. Г. Бережнюк, І. В. Несторишен, А. Ю. Очерет // Розробка механізму аналізу ризиків в контексті впровадження системи попереднього інформування про переміщення товарів та транспортних засобів через митний кордон: Збірник тез Науково-практичної Інтернет-конференції (м. Хмельницький, 17 вересня 2015 року). — Хмельницький: Державний науково-дослідний інститут митної справи, 2015. — С. 4-7.
22. Бережнюк І. Г. Інтегральний підхід в оцінюванні ефективності митних процедур в Україні / І. Г. Бережнюк, Руда Т. В. // Дослідження теоретичних аспектів та розробка системи оцінювання ефективності митних процедур: Збірник тез ІІ науково-практичної Інтернет-конференції (м. Хмельницький, 22 травня 2015 року). — Хмельницький: Державний науково-дослідний інститут митної справи, 2015. — С. 5-8.
23. Бережнюк І. Г. Розвиток інституціональних моделей митних органів: міжнародний досвід та вітчизняна практика / І. Г. Бережнюк, І. В. Несторишен // Розробка механізму аналізу ризиків в контексті впровадження системи попереднього інформування про переміщення товарів та транспортних засобів через митний кордон: Збірник тез Науково-практичної Інтернет-конференції (м. Хмельницький, 19 травня 2016 року). — Хмельницький: Державний науково-дослідний інститут митної справи, 2016.
24. АВТОРИЗОВАНИЙ ЕКОНОМІЧНИЙ ОПЕРАТОР: ПОНЯТТЯ, ВИМОГИ ТА ПРОЦЕДУРА ОТРИМАННЯ СТАТУСУ ВІДПОВІДНО ДО МКУ. ІВ Несторишен, ІГ Бережнюк, АІ Брендак. 2020. СЕКЦІЯ 1 АКТУАЛЬНІ ПИТАННЯ ЕКОНОМІЧНИХ ПРОБЛЕМ НА МАКРО–, МЕЗО–ТА МІКРОРІВНЯХ. С 46.
25. СУЧАСНІ ТЕНДЕНЦІЇ РОЗВИТКУ ТА ПРОБЛЕМИ МИТНОЇ ПОЛІТИКИ В УКРАЇНІ. ОП Федотов, ЮВ Макогон, ОО Кахович, ПВ Пашко, ІГ Бережнюк, ОП Гребельник, ОІ Зельниченко, ОВ Мартинюк. 2021. ОРГАНІЗАЦІЙНИЙ КОМІТЕТ КОНФЕРЕНЦІЇ: С 106.

### Інші публікації
1. Бережнюк І. Г. Митне оформлення ЗЕД: давальницька сировина (методичні рекомендації та зразки заповнення документів) / І. Г. Бережнюк, В. А. Онишкевич, О. Т. Корнійчук, А. Д. Войцещук. — Хмельницький: ПоліЕкспрес, 1999.
2. Бережнюк І. Г. Митне оформлення ЗЕД: експорт товарів. Загальні умови (методичні рекомендації та зразки заповнення документів) / І. Г. Бережнюк, В. А. Онишкевич, О. Т. Корнійчук, А. Д. Войцещук. — Дніпропетровськ: АМСУ, 1999.
3. Бережнюк І. Г. Митне оформлення ЗЕД: облік суб'єктів ЗЕД (методичні рекомендації та зразки заповнення документів) / І. Г. Бережнюк, В. А. Онишкевич, О. Т. Корнійчук, А. Д. Войцещук. — Дніпропетровськ: АМСУ, 1999.
4. Пояснення до УКТЗЕД / офіційне видання / А. Д. Войцещук, Н. Т. Овдієнко, І. Г. Бережнюк та ін.; за ред. М. М. Каленського / Державна митна служба України. — К., 2004. — Т. 1. — 487 с.
5. Пояснення до УКТЗЕД / офіційне видання / А. Д. Войцещук, Н. Т. Овдієнко, І. Г. Бережнюк та ін.; за ред. М. М. Каленського / Державна митна служба України. — К., 2004. — Т. 2. — 462 с.
6. Пояснення до УКТЗЕД / офіційне видання / А. Д. Войцещук, Н. Т. Овдієнко, І. Г. Бережнюк та ін.; за ред. М. М. Каленського / Державна митна служба України. — К., 2004. — Т. 3. — 446 с.
7. Пояснення до УКТЗЕД / офіційне видання / А. Д. Войцещук, Н. Т. Овдієнко, І. Г. Бережнюк та ін.; за ред. М. М. Каленського / Державна митна служба України. — К., 2004. — Т. 4. — 300 с.
8. Українська класифікація товарів зовнішньоекономічної діяльності (УКТЗЕД): офіційне видання / А. Д. Войцещук, Н. Т. Овдієнко, І. Г. Бережнюк та ін.; за ред. М. М. Каленського / Державна митна служба України. — К. : Лат & К, 2004. — 626 с.
9. Бережнюк І. Г. Інституціональна імплементація міжнародних стандартів у національні системи митного контролю / І. Г. Бережнюк, А. І. Кредісов // Митна безпека. Серія «Економіка». — 2010. — № 1. — С. 14 — 24.
10. Бережнюк І. Г. Щодо відповідності проекту Митного кодексу України стандартам Кіотської конвенції [Текст] / І. Г. Бережнюк // Митна безпека. Серія «Економіка». — 2010. — № 2. — С. 11 — 19.
11. Бережнюк І. Г. Торговельні угоди як індикатор нетарифного регулювання ЗЕД  / І. Г. Бережнюк, М. Д. Стеблянко // Митна безпека. — 2013. — № 2. — С. 4 — 11.
12. Бережнюк І. Г. Розвиток адміністративно-правового статусу УЕО в Україні відповідно до Рамкових стандартів ВМО// І. Г. Бережнюк, І. Г. Муратов, А. Ю. Очерет // Митна безпека. Серія «Економіка». Науковий журнал. — 2015 р. — № 1. — С. 4-11.

## Виноски
1. ↑  Архівована копія. Архів оригіналу за 4 березня 2016. Процитовано 21 квітня 2011.{{cite web}}:  Обслуговування CS1: Сторінки з текстом «archived copy» як значення параметру title (посилання) [Архівовано 2016-03-04 у Wayback Machine.]
2. ↑  dndims.com[недоступне посилання з червня 2019] Бережнюк Іван Григорович. Список опублікованих праць.